# Bahnstrecke Zittau–Löbau
| Ausschnitt der Streckenkarte Sachsen von 1902 | |                                                   |                                                   |
| Streckennummer: | 6214; sä. ZL |                                                   |                                                   |
| Kursbuchstrecke (DB): | 231, 235 |                                                   |                                                   |
| Kursbuchstrecke: | 135g (Gesamt) 135 (Zittau – Oberoderwitz) 135a (Zittau – Mittelherwigsdorf (Sachs)) 135h (Großschweidnitz – Löbau (Sachs)) jeweils 1934 161a (Gesamt) 161 (Zittau – Oberoderwitz) jeweils 1946 |                                                   |                                                   |
| Streckenlänge: | 33,95 km |                                                   |                                                   |
| Spurweite: | 1435 mm (Normalspur) |                                                   |                                                   |
| Maximale Neigung: | 11 ‰ |                                                   |                                                   |
| Minimaler Radius: | 400 m |                                                   |                                                   |
| Streckengeschwindigkeit: | 100 km/h |                                                   |                                                   |
| Zweigleisigkeit: | Zittau–Oberoderwitz Abzw |                                                   |                                                   |
| | |                                                   |                                                   |
| \| \| \| von Liberec \| \| \| \| \| Schmalspurbahn von Kurort Oybin und von Hermsdorf \| \| \| \| \| von Hagenwerder \| \| \| \| 26,745 \| Zittau \| 263 m \| \| \| 27,512 \| EÜ Tongasse (13 m) \| EÜ Tongasse (13 m) \| \| \| 27,823 \| EÜ Heinrich-Mann-Straße (12 m) \| EÜ Heinrich-Mann-Straße (12 m) \| \| \| 28,790 \| Zittau-Pethau \| 260 m \| \| \| 28,907 \| EÜ Neusalzaer Straße (14 m) \| EÜ Neusalzaer Straße (14 m) \| \| \| 30,559 \| EÜ Schülertal (84 m) \| EÜ Schülertal (84 m) \| \| \| 31,166 \| Viadukt Mandautal (107 m) \| Viadukt Mandautal (107 m) \| \| \| 32,695 \| Hp Abzw Mittelherwigsdorf (ehem. Bahnhof) \| 278 m \| \| \| \| nach Eibau (über Varnsdorf/Seifhennersdorf) \| \| \| \| 32,867 \| Viadukt Mittelherwigsdorf (124 m) \| Viadukt Mittelherwigsdorf (124 m) \| \| \| 36,550 \| Niederoderwitz bis 1910 Mitteloderwitz \| 307 m \| \| \| 37,477 \| Oberoderwitz Abzw \| Oberoderwitz Abzw \| \| \| \| nach Wilthen \| \| \| \| 38,372 \| Oberoderwitz (ehem. Inselbahnhof) \| 311 m \| \| \| 38,610 \| EÜ Hauptstraße (26 m) \| EÜ Hauptstraße (26 m) \| \| \| 38,737 \| Viadukt Oberoderwitz (103 m) \| Viadukt Oberoderwitz (103 m) \| \| \| 42,010 \| Ruppersdorf \| 325 m \| \| \| 42,218 \| Viadukt Ruppersdorf (80 m) \| Viadukt Ruppersdorf (80 m) \| \| \| 44,500 \| Viadukt Herrnhut (100 m) \| Viadukt Herrnhut (100 m) \| \| \| 45,457 \| Herrnhut \| 345 m \| \| \| \| Schmalspurbahn nach Bernstadt \| \| \| \| 50,370 \| Obercunnersdorf \| 340 m \| \| \| 50,700 \| Viadukt Obercunnersdorf (122 m) \| Viadukt Obercunnersdorf (122 m) \| \| \| 52,630 \| Anst Grünsteinwerk Fa. Lehder \| Anst Grünsteinwerk Fa. Lehder \| \| \| 53,603 \| Niedercunnersdorf \| 320 m \| \| \| \| von Ebersbach (Sachs) \| \| \| \| 54,810 \| Abzw Höllengrund \| Abzw Höllengrund \| \| \| 55,000 \| Viadukt Höllengrund (115 m) \| Viadukt Höllengrund (115 m) \| \| \| 56,154 \| Großschweidnitz \| 310 m \| \| \| 59,465 \| EÜ Altlöbauer Straße (16 m) \| EÜ Altlöbauer Straße (16 m) \| \| \| 59,547 \| Infrastrukturgrenze DRE / DB Netz \| Infrastrukturgrenze DRE / DB Netz \| \| \| \| von Großpostwitz \| \| \| \| \| von Dresden-Neustadt \| \| \| \| 60,701 \| Löbau (Sachs) \| 264 m \| \| \| \| nach Görlitz \| \| \| \| \| \| \| \| ehemals parallele Streckenführung zur EL-Linie \| \| \| \| | |                                                   |                                                   |
| Strecke | | von Liberec                                       | von Liberec                                       |
| Abzweig geradeaus und von rechts | | Schmalspurbahn von Kurort Oybin und von Hermsdorf | Schmalspurbahn von Kurort Oybin und von Hermsdorf |
| Abzweig geradeaus und von rechts | | von Hagenwerder                                   | von Hagenwerder                                   |
| Bahnhof | 26,745 | Zittau                                            | 263 m                                             |
| Brücke | 27,512 | EÜ Tongasse (13 m)                                | EÜ Tongasse (13 m)                                |
| Brücke | 27,823 | EÜ Heinrich-Mann-Straße (12 m)                    | EÜ Heinrich-Mann-Straße (12 m)                    |
| ehemaliger Dienststation / Betriebs- oder Güterbahnhof | 28,790 | Zittau-Pethau                                     | 260 m                                             |
| Brücke | 28,907 | EÜ Neusalzaer Straße (14 m)                       | EÜ Neusalzaer Straße (14 m)                       |
| Brücke | 30,559 | EÜ Schülertal (84 m)                              | EÜ Schülertal (84 m)                              |
| Brücke | 31,166 | Viadukt Mandautal (107 m)                         | Viadukt Mandautal (107 m)                         |
| Haltepunkt / Haltestelle | 32,695 | Hp Abzw Mittelherwigsdorf (ehem. Bahnhof)         | 278 m                                             |
| Abzweig geradeaus und nach links | | nach Eibau (über Varnsdorf/Seifhennersdorf)       | nach Eibau (über Varnsdorf/Seifhennersdorf)       |
| Brücke | 32,867 | Viadukt Mittelherwigsdorf (124 m)                 | Viadukt Mittelherwigsdorf (124 m)                 |
| Haltepunkt / Haltestelle | 36,550 | Niederoderwitz bis 1910 Mitteloderwitz            | 307 m                                             |
| Blockstelle | 37,477 | Oberoderwitz Abzw                                 | Oberoderwitz Abzw                                 |
| Abzweig ehemals geradeaus und nach links | | nach Wilthen                                      | nach Wilthen                                      |
| Bahnhof (Strecke außer Betrieb) | 38,372 | Oberoderwitz (ehem. Inselbahnhof)                 | 311 m                                             |
| Brücke (Strecke außer Betrieb) | 38,610 | EÜ Hauptstraße (26 m)                             | EÜ Hauptstraße (26 m)                             |
| Brücke (Strecke außer Betrieb) | 38,737 | Viadukt Oberoderwitz (103 m)                      | Viadukt Oberoderwitz (103 m)                      |
| Haltepunkt / Haltestelle (Strecke außer Betrieb) | 42,010 | Ruppersdorf                                       | 325 m                                             |
| Brücke (Strecke außer Betrieb) | 42,218 | Viadukt Ruppersdorf (80 m)                        | Viadukt Ruppersdorf (80 m)                        |
| Brücke (Strecke außer Betrieb) | 44,500 | Viadukt Herrnhut (100 m)                          | Viadukt Herrnhut (100 m)                          |
| Bahnhof (Strecke außer Betrieb) | 45,457 | Herrnhut                                          | 345 m                                             |
| Abzweig geradeaus und nach rechts (Strecke außer Betrieb) | | Schmalspurbahn nach Bernstadt                     | Schmalspurbahn nach Bernstadt                     |
| Bahnhof (Strecke außer Betrieb) | 50,370 | Obercunnersdorf                                   | 340 m                                             |
| Brücke (Strecke außer Betrieb) | 50,700 | Viadukt Obercunnersdorf (122 m)                   | Viadukt Obercunnersdorf (122 m)                   |
| Abzweig geradeaus und von links (Strecke außer Betrieb) | 52,630 | Anst Grünsteinwerk Fa. Lehder                     | Anst Grünsteinwerk Fa. Lehder                     |
| Kopfbahnhof Strecke bis hier außer Betrieb | 53,603 | Niedercunnersdorf                                 | 320 m                                             |
| Abzweig geradeaus und von links | | von Ebersbach (Sachs)                             | von Ebersbach (Sachs)                             |
| ehemalige Blockstelle | 54,810 | Abzw Höllengrund                                  | Abzw Höllengrund                                  |
| Brücke | 55,000 | Viadukt Höllengrund (115 m)                       | Viadukt Höllengrund (115 m)                       |
| Haltepunkt / Haltestelle | 56,154 | Großschweidnitz                                   | 310 m                                             |
| Brücke | 59,465 | EÜ Altlöbauer Straße (16 m)                       | EÜ Altlöbauer Straße (16 m)                       |
| Wechsel des Eisenbahninfrastrukturunternehmens | 59,547 | Infrastrukturgrenze DRE / DB Netz                 | Infrastrukturgrenze DRE / DB Netz                 |
| Abzweig geradeaus und ehemals von links | | von Großpostwitz                                  | von Großpostwitz                                  |
| Abzweig geradeaus und von links | | von Dresden-Neustadt                              | von Dresden-Neustadt                              |
| Bahnhof | 60,701 | Löbau (Sachs)                                     | 264 m                                             |
| Strecke | | nach Görlitz                                      | nach Görlitz                                      |
| | |                                                   |                                                   |
| ehemals parallele Streckenführung zur EL-Linie | |                                                   |                                                   |

Die Bahnstrecke Zittau–Löbau ist eine Eisenbahnverbindung in Sachsen, die ursprünglich durch die Löbau-Zittauer Eisenbahngesellschaft erbaut und betrieben wurde. Die heute nur noch teilweise in Betrieb befindliche Strecke beginnt in Zittau und verläuft über Oderwitz und Herrnhut nach Löbau. Zwischen Zittau und Oberoderwitz ist sie als Hauptbahn, zwischen Oberoderwitz und Löbau als Nebenbahn klassifiziert. Kennzeichnend für die Verbindung ist die Anzahl von sieben Viadukten bei knapp 34 Kilometern Streckenlänge.

## Geschichte

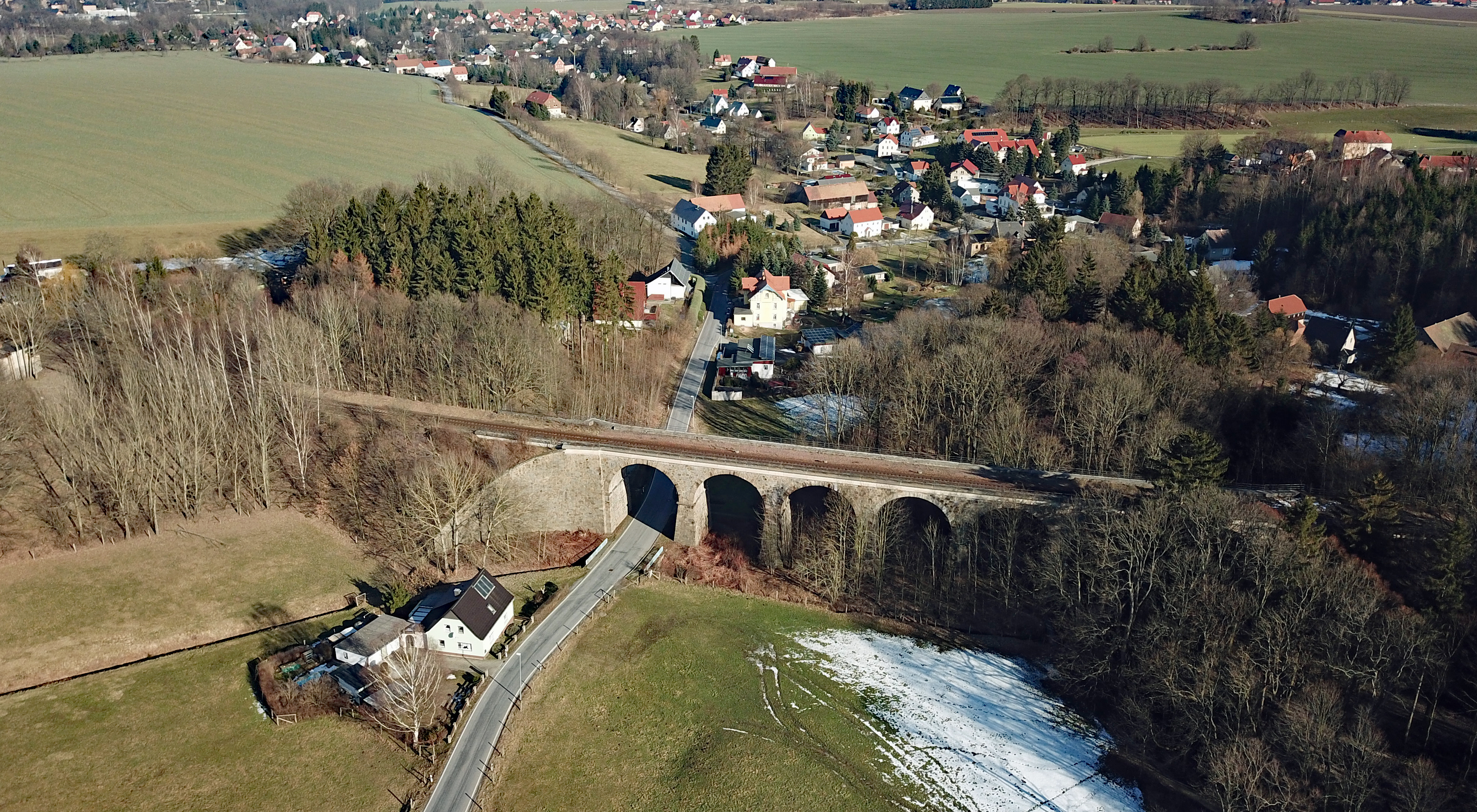
Strecke mit dem Viadukt Höllengrund in Großschweidnitz

Die Löbau-Zittauer Eisenbahngesellschaft erhielt am 25. Juni 1845 die Konzession zum Bau der Strecke von Löbau nach Zittau. Eröffnet wurde die Strecke am 10. Juni 1848. Den Betrieb führte die Löbau-Zittauer Eisenbahn selbst durch. Den Einweihungszug von Zittau nach Löbau zog die Dampflokomotive ZITTAU. Die Rückfahrt übernahm ihre Schwesterlokomotive LÖBAU.
Am 1. Januar 1871 ging die Bahn in das Eigentum der Kgl. Sächsischen Staatseisenbahnen über.
Am Ende des Zweiten Weltkrieges sprengte die deutsche Wehrmacht mehrere der großen Viadukte.
Nach dem Zweiten Weltkrieg verkehrten Züge zunächst nur von Zittau bis zum zerstörten Viadukt in Herrnhut. Erst am 4. August 1945 konnte die Strecke wieder durchgängig befahren werden. In den nächsten Jahren nahm der Verkehr über die Strecke Zittau–Löbau enorm zu, da nun auch ein großer Teil der Transporte zwischen Zittau und Görlitz über Herrnhut–Löbau geleitet wurde. Hintergrund dafür war, dass die direkte Strecke Zittau–Hagenwerder (–Görlitz) nun zu einem großen Teil auf polnischem Territorium lag und für die Durchfahrt hohe Gebühren zu zahlen waren.

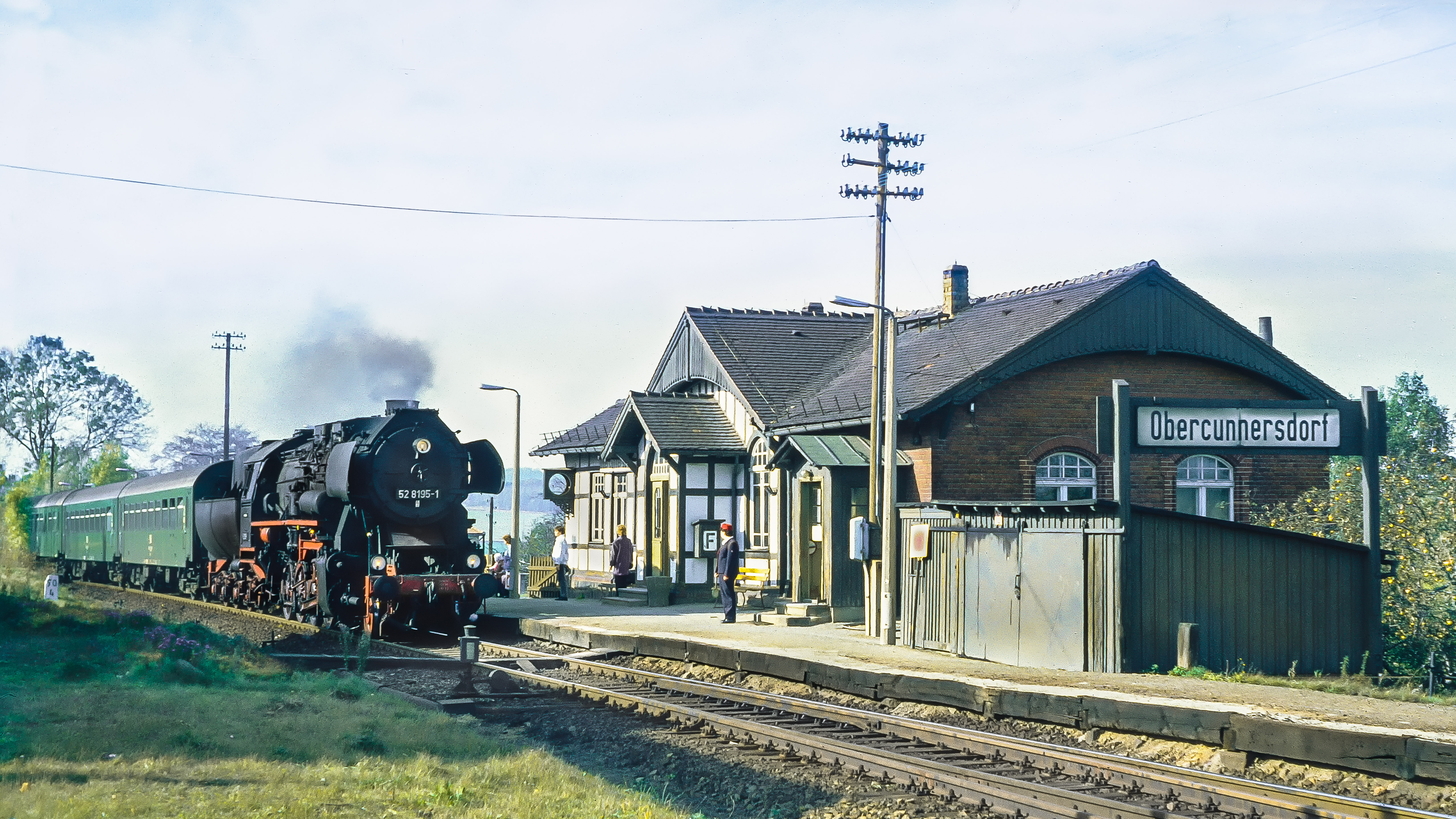
Haltepunkt Obercunnersdorf während einer Plandampfveranstaltung am 20. Oktober 1992

Im Jahresfahrplan 1993/94 führte die Deutsche Reichsbahn auf den Strecken der Oberlausitz einen Taktfahrplan ein. Die Züge der Relation Zittau–Herrnhut–Löbau verkehrten nunmehr alternierend mit den Zügen der Relation Zittau–Eibau–Ebersbach–Löbau alle zwei Stunden, sodass zwischen Großschweidnitz und Löbau ein ungefährer Stundentakt entstand. Die Fahrzeit zwischen Zittau und Löbau über Herrnhut betrug dabei etwa 43 Minuten. Zwischen Zittau und Oberoderwitz bestand zudem ein alternierender Zweistundentakt der Eil- und Personenzüge in der Relation Zittau–Bischofswerda (–Dresden).
Zum 24. Mai 1998 wurde der Schienenpersonennahverkehr zwischen Zittau und Löbau über Herrnhut durch den verantwortlichen ÖPNV-Aufgabenträger Landesverkehrsgesellschaft Sachsen abbestellt. Damit verlor der Abschnitt Oberoderwitz–Herrnhut praktisch seinen Gesamtverkehr, da Nahgüterzüge von Löbau aus nur bis Herrnhut fuhren. Am 31. Mai 1999 wurde dann der Abschnitt Oberoderwitz–Herrnhut stillgelegt. Bis Ende 2001 wurden Obercunnersdorf (Schrotthandel) und Herrnhut (Kohlehandel, Holzverladung) noch von Löbau aus im Güterverkehr bedient, danach wurde nur noch Niedercunnersdorf (Gasverladung, Landhandel) angefahren. Ende Februar 2002 wurde die Stilllegung des Abschnittes Herrnhut–Niedercunnersdorf beantragt, die endgültige Stilllegung kam dann aber erst am 28. Februar 2003. Zum Fahrplanwechsel im Dezember 2002 wurde schließlich auch der Personenverkehr zwischen Ebersbach und Löbau eingestellt. Damit gibt es auf dem nördlichen Abschnitt der Löbau-Zittauer Eisenbahn keinen regulären Personenverkehr mehr. Anstelle der Zug- gibt es eine Busverbindung.
Seit 2007 hat die Deutsche Regionaleisenbahn (DRE) den Abschnitt Niedercunnersdorf–Löbau gepachtet. Die Strecke Oberoderwitz–Niedercunnersdorf wurde inzwischen wieder an den Eigentümer DB Netz zurückgegeben.
Im Jahre 2010 wurde die Strecke von km 30,200 bis km 37,774 an das elektronische Stellwerk (ESTW) Unterzentrale Zittau mit Sitz in Bischofswerda angeschlossen und der Bahnhof Mittelherwigsdorf in eine Abzweigstelle umgewandelt. Der ausgelagerte Rechner (ESTW-A) befindet sich in Niederoderwitz.
Im Jahresfahrplan 2011 bestand im Schienenpersonennahverkehr zwischen Zittau und Oberoderwitz ein jeweils zweistündlicher Taktverkehr, wobei die Regionalexpress- und Regionalbahn-Züge jeweils alternierend verkehren. Dadurch besteht zwischen Zittau und Oberoderwitz ein nahezu stündliches Fahrtangebot. Zwischen Zittau und Mittelherwigsdorf wird das Angebot noch durch weitere Züge der Vogtlandbahn (heute „Die Länderbahn“) mit dem Markennamen „Trilex“ in der Relation Liberec–Varnsdorf–Seifhennersdorf/Rybniště verstärkt. Diese Züge verkehren stündlich.
Zum Fahrplanwechsel im Dezember 2014 löste Die Länderbahn das bisherige Eisenbahnverkehrsunternehmen DB Regio Südost im Schienenpersonennahverkehr auf der Strecke Dresden–Bischofswerda–Zittau(–Liberec) ab.
Gegen eine mögliche Entwidmung des stillgelegten Abschnittes Oberoderwitz–Niedercunnersdorf wandte sich 2018 eine Petition der Bürgerinitiative „proHerrnhuter Bahn“. Die Bürgerinitiative sieht dabei neben dem regionalen Nutzen einer umsteigefreien Verbindung zwischen Liberec, Zittau und Bautzen auch die Möglichkeit einer schnellen Direktverbindung zwischen Zittau und Dresden.
Vom 4. November bis 3. Dezember 2019 lagen in den betroffenen Gemeinden die Planunterlagen zum Planfeststellungsverfahren „Teilstreckenrückbau von Oberoderwitz bis Niedercunnersdorf (Bahn-Kilometer 38,225 bis 53,100 der Strecke 6214 Zittau/Grenze – Löbau)“ aus. Die Planung beinhaltete insbesondere den Rückbau der Gleise und einen Ersatzneubau der EÜ über die Bundesstraße 96 in Oberoderwitz bei Bahn-km 38,610. Vorhabensträger ist die Deutsche Bahn.
Für die mögliche Reaktivierung des Abschnittes Oberoderwitz–Niedercunnersdorf wurden vom Freistaat Sachsen finanzielle Mittel im Doppelhaushalt 2023/24 bereitgestellt.
Wegen einer Streckensperrung bei Wilthen verkehrten vom 8. Juli bis 10. September 2023 umgeleitete Regionalexpress-Züge der Linie RE2 von Dresden über Zittau nach Liberec über die Strecke von Löbau bis Abzw Höllengrund. Damit bestand erstmals seit 2002 wieder ein regelmäßiges Angebot im SPNV zwischen Ebersbach und Löbau. Der Streckenbetreiber DRE ließ während einer Streckensperrung zwischen 26. Juni und 7. Juli 2023 die Gleise instand setzen sowie den Bewuchs freischneiden, sodass die Streckengeschwindigkeit von 50 km/h wieder durchgehend gefahren werden kann. Auch im Regelbetrieb wurden die „Halt“ zeigenden Blocksignale am Abzw Höllengrund nach einem kurzen Betriebshalt mit Befehl passiert. Zudem ist für die Fahrt auf der DRE-Strecke zusätzlich zum regulären Triebfahrzeugpersonal ein Lotse notwendig.
Im April 2025 fasste der Zittauer Stadtrat einstimmig einen Beschluss, der die Wiederinbetriebnahme der Strecke nach Löbau einfordert. Der Beschluss verweist insbesondere auf ein „Konzept für den internationalen Entwicklungsraum Liberec–Zittau 2030“, das eine deutlich schnellere Bahnverbindung aus der Dreiländerregion in den Ballungsraum Dresden vorsieht. Tschechien möchte die Strecke zudem in die Transeuropäischen Netze (TEN) aufnehmen, falls ein Ausbau der direkten Verbindung Zittau–Görlitz über Polen  nicht möglich ist.

## Streckenbeschreibung

### Verlauf
Die Strecke verlässt den Bahnhof Zittau in westlicher Richtung. Zunächst folgt die Trasse talaufwärts den breiten Talwannen der Mandau und des Landwassers. Bei Oderwitz schwenkt die Trasse nach Norden, um dann bei Herrnhut wieder nach Westen zu führen. In diesem Abschnitt liegt bei Herrnhut der höchste Punkt der Strecke. Nach der Vereinigung mit der Strecke Ebersbach–Löbau bei Großschweidnitz führt die Strecke dann wieder nach Norden.

### Betriebsstellen
Zittau

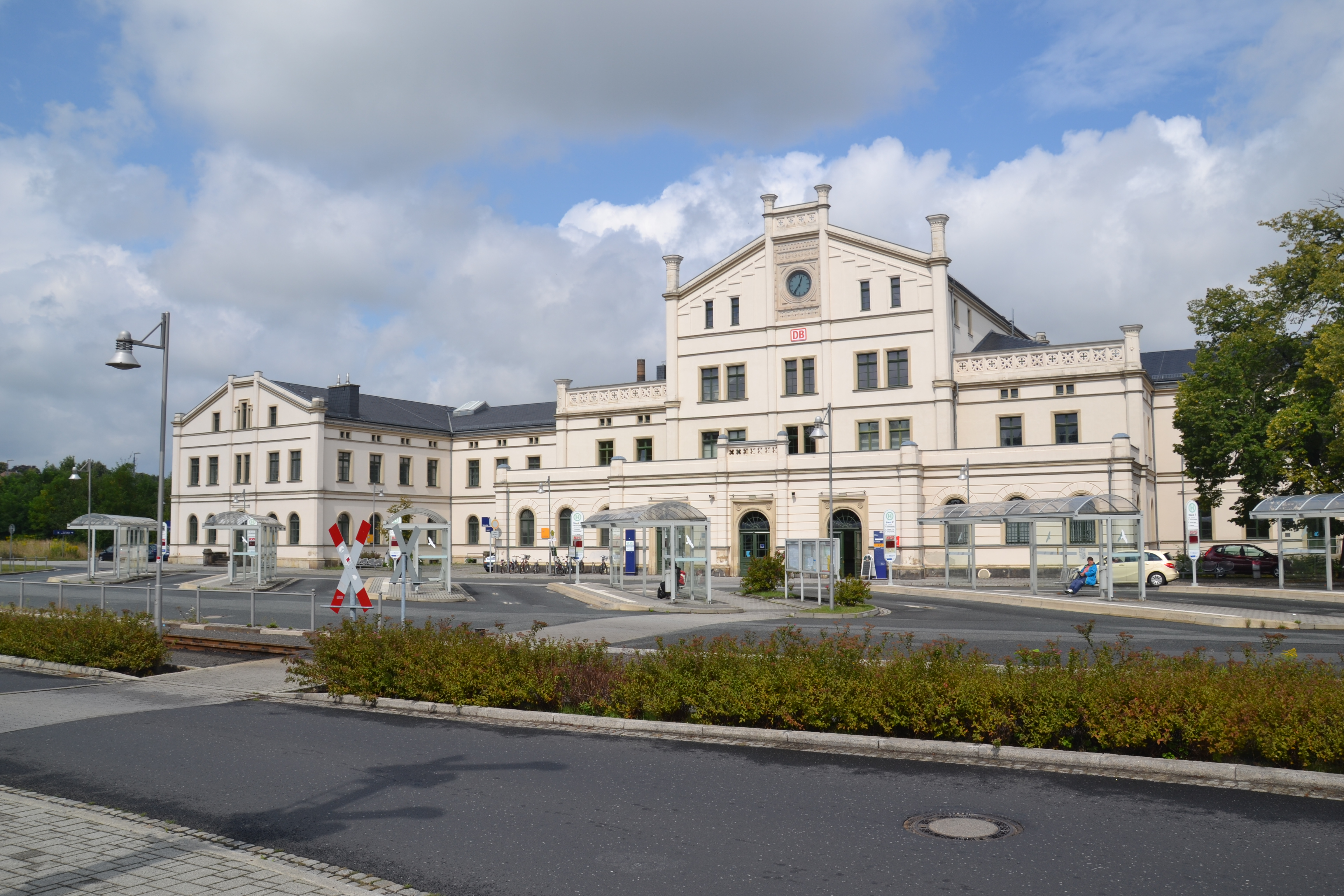
Bahnhof Zittau

Der Bahnhof Zittau sollte als Endpunkt der Löbau-Zittauer Eisenbahn ursprünglich am Webertor entstehen. Einsprüche Zittauer Bürger, die eine Lärm- und Rauchbelästigung fürchteten, führten jedoch zur Anlage des Bahnhofs etwa 600 Meter nördlich der damaligen Stadtgrenze. Ab 1859 mündete von Osten auch die Strecke Reichenberg–Zittau der Zittau-Reichenberger Eisenbahngesellschaft in den Bahnhof ein. Weitere Erweiterungen erfolgten anlässlich des Baues der Strecken Zittau–Nikrisch (1875) und Zittau–Markersdorf (1884). Das heutige Aussehen erhielt der Bahnhof Zittau nach einem großen Umbau in den Jahren 1907 bis 1911. Das Empfangsgebäude und ein Teil der Bahnsteige wurden im Jahr 2001 anlässlich des Tages der Sachsen in Zittau denkmalschutzgerecht saniert.
Zittau-Pethau
Die spätere Ladestelle Zittau-Pethau entstand als Vorbahnhof des Bahnhofs Zittau während des großen Umbaus von 1907 bis 1911. Neben der Ladestelle bestand auch eine Lokomotiveinsatzstelle, die dem Bahnbetriebswerk Zittau unterstand. Nach 1985 begann man in Zittau-Pethau mit dem Bau einer großen Verladeanlage für die im Tagebau Olbersdorf geförderte Rohbraunkohle, die per Bahn zu den Kraftwerken Hirschfelde und Hagenwerder geliefert werden sollte. Infolge der politischen Wende im Osten Deutschlands 1989/90 wurde das Projekt gestoppt. Zu diesem Zeitpunkt waren bereits Gleise verlegt und auch ein Stellwerk errichtet.
Mittelherwigsdorf (Sachs)

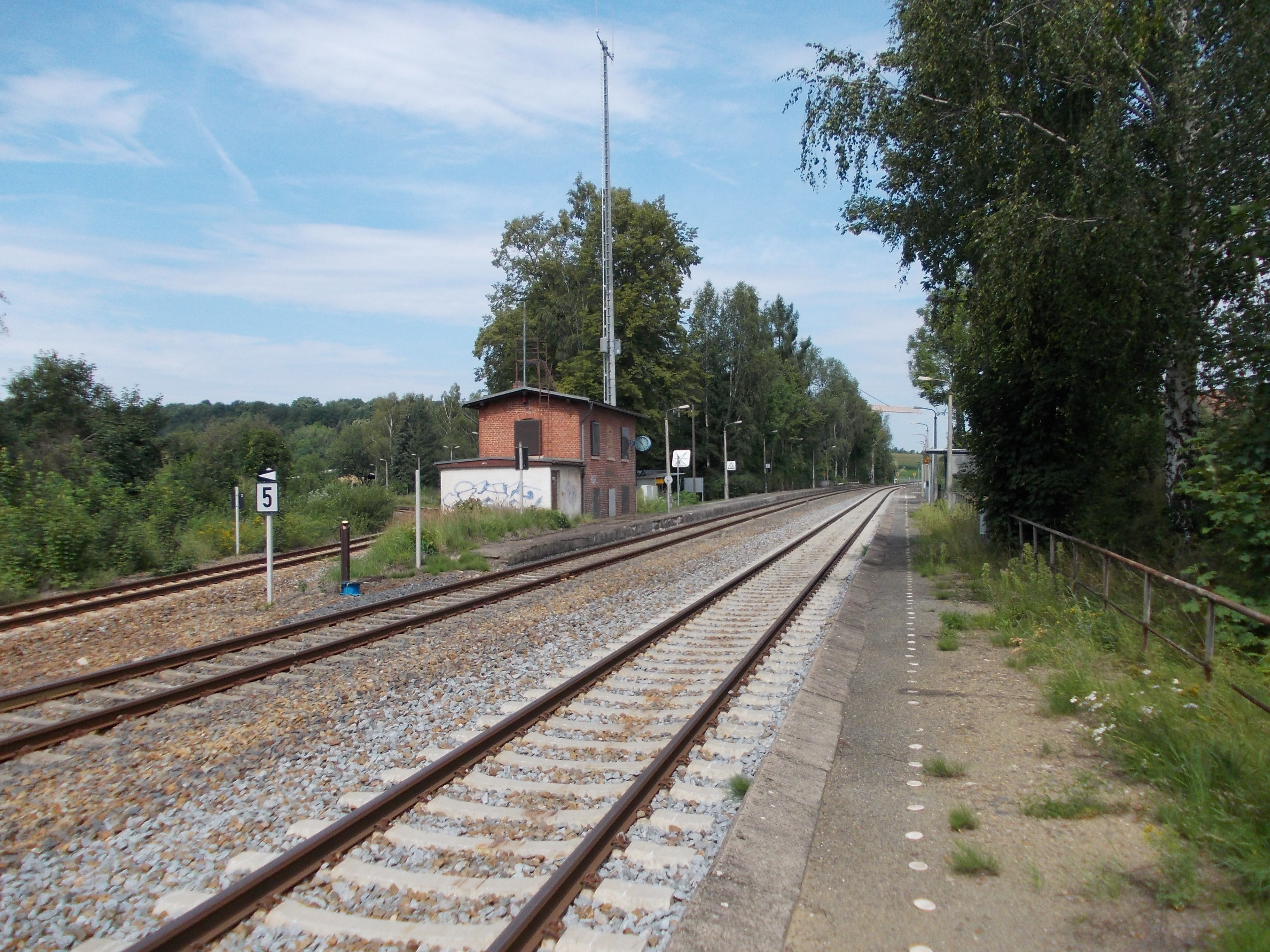
Haltepunkt Mittelherwigsdorf

Am Haltepunkt Mittelherwigsdorf beginnt die abzweigende Strecke über das böhmische Varnsdorf und das sächsische Seifhennersdorf nach Eibau, auf welcher planmäßiger Personenverkehr ausschließlich bis Seifhennersdorf stattfindet. Eingerichtet wurde die Betriebsstelle am 1. Januar 1868 als Haltepunkt Scheibe. Zum Bahnhof wurde Scheibe erst am 27. Juni 1882, als man Weichenverbindungen in die bislang bis Scheibe parallelführenden Strecken einbaute. Den neuen Namen Mittelherwigsdorf erhielt der Bahnhof Scheibe am 15. Mai 1927, als der kleine Ort dorthin eingemeindet worden war.
Die Hochbauten bestanden aus dem Empfangsgebäude mit Nebengebäude an den Bahnsteigen Richtung Großschönau, dem direkt im Streckenwinkel liegenden markanten Stellwerksgebäude, einem Freiabort und einigen Lagerschuppen. An beiden Strecken gab es zwei Bahnsteiggleise, dazu auf der Großschönauer Seite noch ein Ladegleis mit Güterschuppen.
Mit der Errichtung eines Elektronischen Stellwerks im Jahr 2010 wurde der Bahnhof zum Haltepunkt mit Abzweigstelle zurückgestuft.
Oberoderwitz

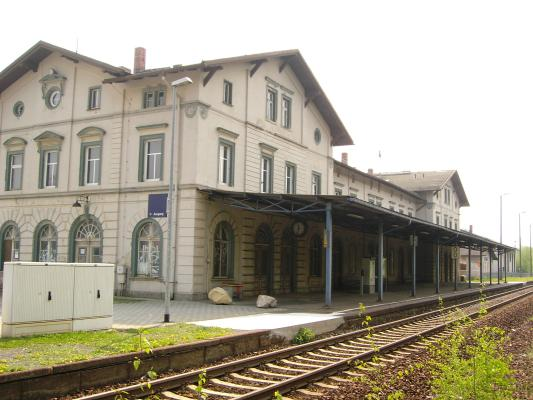
Bahnhof Oberoderwitz (2007)

Der Bahnhof Oberoderwitz besteht seit der Eröffnung der Bahn. Ursprünglich war Oberoderwitz nur eine unbedeutende Haltestelle, erst mit der Eröffnung der Bahnstrecke Oberoderwitz–Wilthen im Jahr 1879 avancierte Oberoderwitz zu einem bedeutenden Trennungsbahnhof in der Oberlausitz. Das heute noch existierende, aber ungenutzte Empfangsgebäude in Insellage stammt in seiner Substanz von 1863. Die repräsentativen Kopfbauten sind eine Erweiterung von 1879. Nach einem Gleisrückbau im Jahr 1999 wurde Oberoderwitz zum Haltepunkt mit Abzweigstelle abgestuft. Die Abzweigstelle am Stellwerk „B1“ dient aber nurmehr als Überleitstelle von zwei- auf eingleisige Strecke in der Verkehrsrichtung Zittau–Wilthen. Auf der „Löbauer“ Seite des Bahnhofes liegen keine Gleise mehr.
Ruppersdorf
Der Haltepunkt Ruppersdorf wurde am 15. Oktober 1879 eingerichtet. Die Hochbauten bestanden aus einem einfachen Dienstgebäude mit Warteraum, einem Freiabtritt und einem alten Wagenkasten. Bis Mitte der 1960er Jahre existierte ein Anschlussgleis, dass zuletzt von der Bäuerlichen Handelsgenossenschaft (BHG) genutzt wurde.
Herrnhut

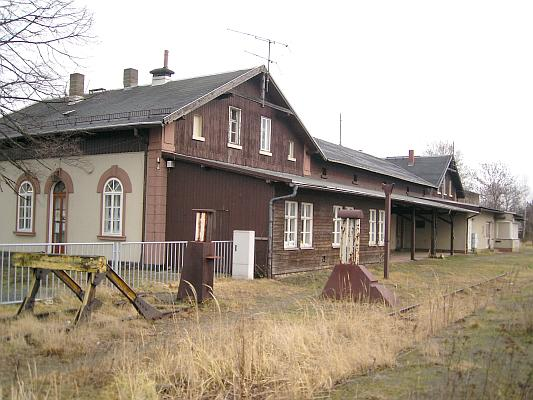
Bahnhof Herrnhut (2007)

Der Bahnhof Herrnhut bestand seit der Streckeneröffnung. Ab 1893 war Herrnhut Ausgangspunkt der Schmalspurbahn nach Bernstadt, die 1945 den Reparationsleistungen für die sowjetische Besatzungsmacht zum Opfer fiel. Ab Ende der 1970er Jahre besaß Herrnhut Signaltechnik der sowjetischen Bauart EZMG. Das Empfangsgebäude des Bahnhofes wurde danach als Künstleratelier („Kunstbahnhof“) genutzt. Am Morgen des 9. April 2012 kam es zu einem Brand im stillgelegten Gebäude. 2016–2017 wurde es schließlich vom Eigentümer, der es 2011 ersteigert hatte, saniert und beherbergt nun Geschäfte.
Obercunnersdorf
Die Haltestelle Obercunnersdorf bestand seit der Eröffnung der Strecke durch die LZE im Jahr 1848. Der ursprüngliche Halteplatz lag auf dem Damm unmittelbar am östlichen Ende des Viaduktes. Im Jahr 1874 wurde er an den heutigen Ort verschoben und um zwei Ladegleise ergänzt. Als Dienst- und Warteraum bestand zunächst ein kleines Fachwerkgebäude, das 1908 noch einmal wesentlich erweitert wurde und seinen Dienst bis 1995 versah. An den Ladegleisen existierte ein Güterschuppen.
Anschluss Grünsteinwerke Fa. Lehder
Der Anschluss Grünsteinwerke Fa. Lehder bestand seit 31. Januar 1927 und lag bahnlinks auf freier Strecke zwischen Ober- und Niedercunnersdorf. Versandt wurden die Produkte des Werkes, vor allem Schotter und Split. Bedient wurde der Anschluss mit den Nahgüterzügen, aber auch mit Übergaben von Niedercunnersdorf aus.
Niedercunnersdorf
Der Bahnhof Niedercunnersdorf wurde am 1. Oktober 1874 als Haltestelle Neucunnersdorf eröffnet. Niedercunnersdorf ist heute der einzige noch vorhandene Gütertarifpunkt an der Strecke Zittau–Löbau. Einziger Güterkunde ist dort eine Niederlassung der BayWa, die dort Baustoffe und Flüssiggas per Bahn erhält. Niedercunnersdorf ist Sitz der DRE-Betriebsleitung. Seit Ende der 1970er Jahre besitzt Niedercunnersdorf Signaltechnik der sowjetischen Bauart EZMG.
Abzw Höllengrund
Der Abzweig Höllengrund wurde erst nach dem Zweiten Weltkrieg als Abzweigstelle zur Strecke Ebersbach–Löbau eingerichtet. Deren Gleis Niedercunnersdorf–Löbau war 1945 durch die sowjetische Besatzungsmacht demontiert worden. Der Abzw Höllengrund wird heute durch den Fahrdienstleiter der DRE im Bahnhof Niedercunnersdorf ferngesteuert.
Großschweidnitz
Der Haltepunkt Großschweidnitz wurde am 1. Mai 1904 eingerichtet. Anlass dafür war die Eröffnung der „Königlichen Landesheil- und Pflegeanstalt“ (heute: Sächsisches Krankenhaus Großschweidnitz). Dieses seinerzeit größte psychiatrische Krankenhaus in Sachsen wies einen regen Besucherverkehr auf. Für den Baustoffverkehr zur Baustelle des Krankenhauses bestand am Haltepunkt Großschweidnitz ab 1899 eine Anschlussgleisanlage, die später noch als öffentliche Ladestelle weiterbetrieben wurde.
Löbau (Sachs)

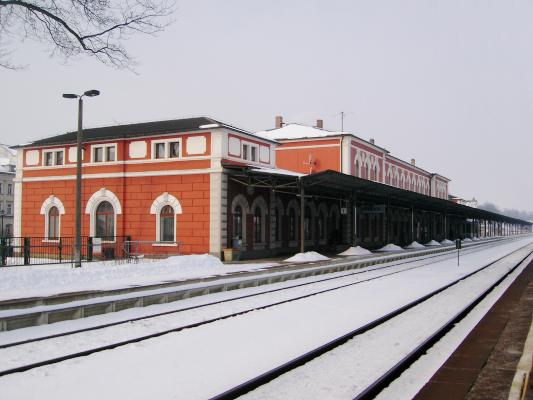
Bahnhof Löbau (Sachs) (2007)

Der Bahnhof Löbau wurde am 23. Dezember 1846 zunächst als temporärer Endpunkt der Strecke von Dresden eröffnet, die 1847 bis Görlitz fortgeführt wurde. Mit dem Bau der Löbau-Zittauer Eisenbahn und der Strecken nach Ebersbach (1871), Weißenberg (1879) und Großpostwitz (1928) wurde Löbau zu einem der bedeutendsten Eisenbahnknotenpunkte in Sachsen.

### Kunstbauten
Mandauviadukt Mittelherwigsdorf
Die aus sechs Bögen bestehende, 124 Meter lange Steinbrücke über die Mandau wurde 1945 im Zweiten Weltkrieg gesprengt und als Stahlträgerbrücke auf vier Betonpfeilern wieder errichtet.
Von Ende Mai bis Anfang August 2012 wurde das Viadukt im Rahmen der laufenden Streckenertüchtigung auf Höchstgeschwindigkeiten von 120 km/h und der Umstellung auf elektronische Stellwerkstechnik grundlegend saniert. Dabei endeten die Züge aus Richtung Dresden kommend in Oberoderwitz und wurden durch Busse im restlichen Abschnitt bis Zittau ersetzt.
Viadukt Höllengrund
Der siebenbogige, 115 Meter lange Viadukt über den Höllengrund bei Großschweidnitz stammt aus der Zeit der Streckeneröffnung. Das zweite (vorher ungenutzte linke) Planum wurde ab 1873 von der Strecke Ebersbach–Löbau benutzt. Die deutsche Wehrmacht sprengte am Ende des Zweiten Weltkrieges den mittleren Bogen. Die Reparatur erfolgte noch 1945 mit einem provisorischen Eisenträger, später wurde der Bogen für nur ein Gleis wieder aufgebaut. Seitdem mündet die Strecke Ebersbach–Löbau unmittelbar vor dem Viadukt in die Strecke Zittau–Löbau ein.

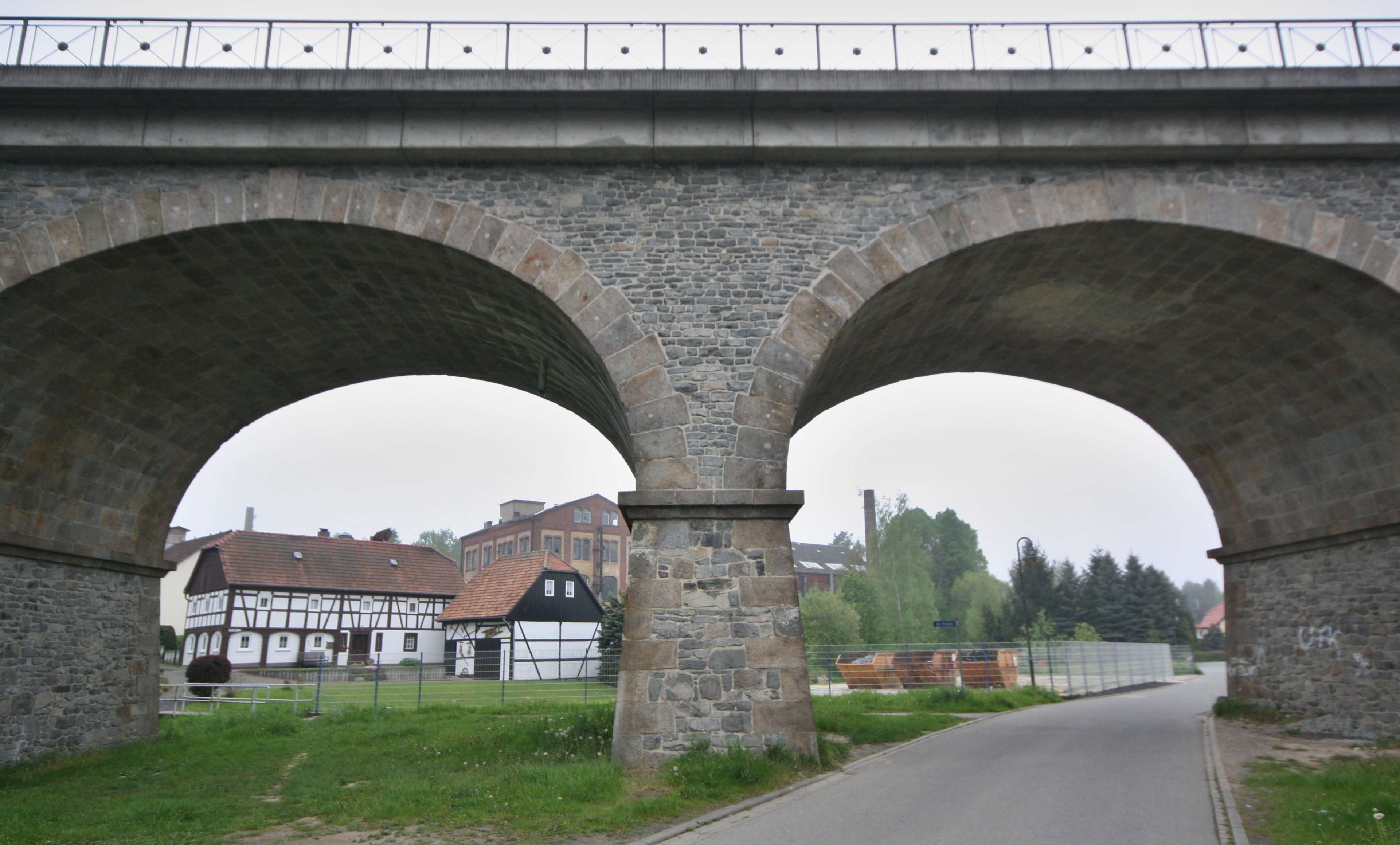
Viadukt in Oderwitz
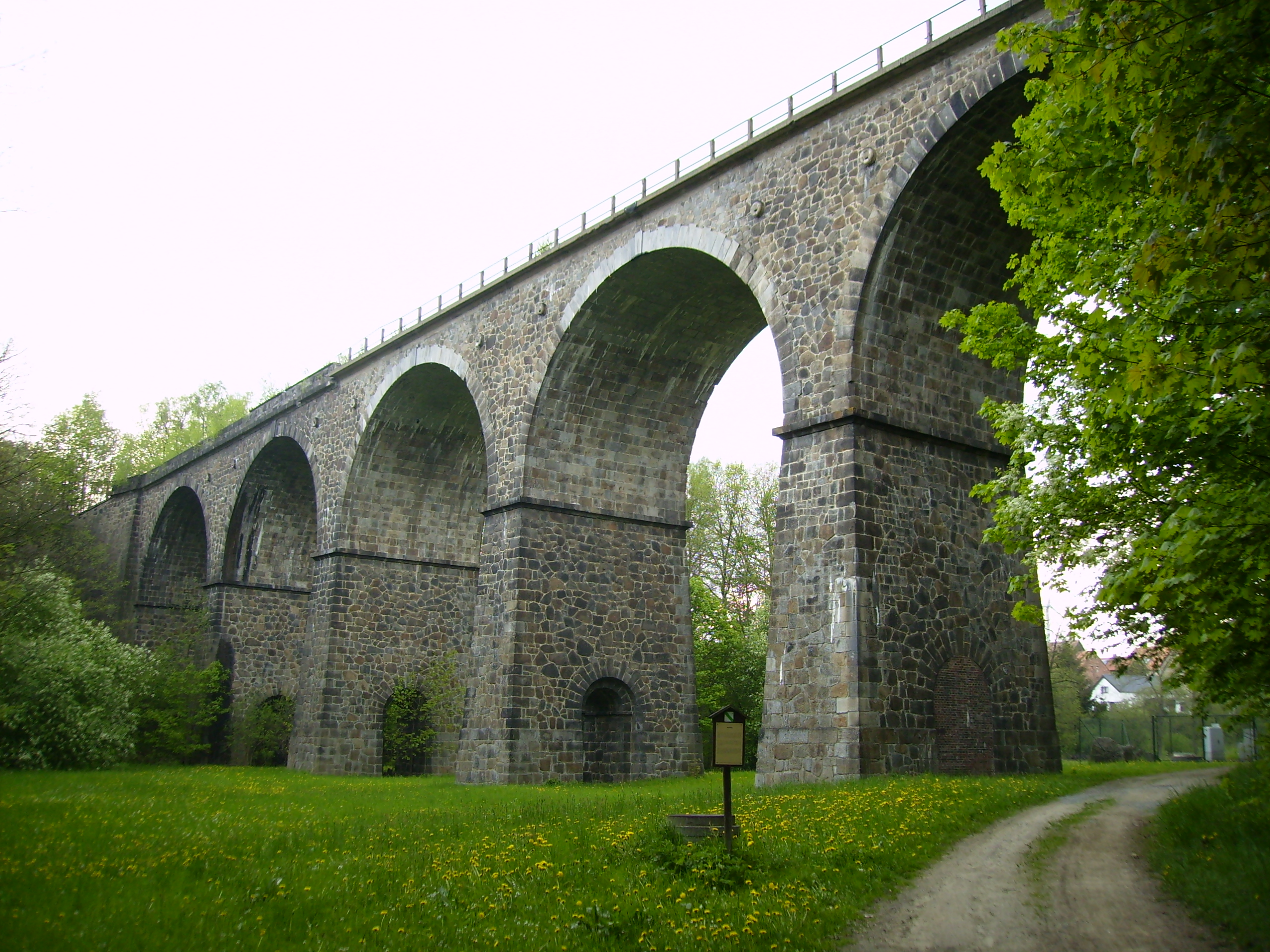
Viadukt in Herrnhut
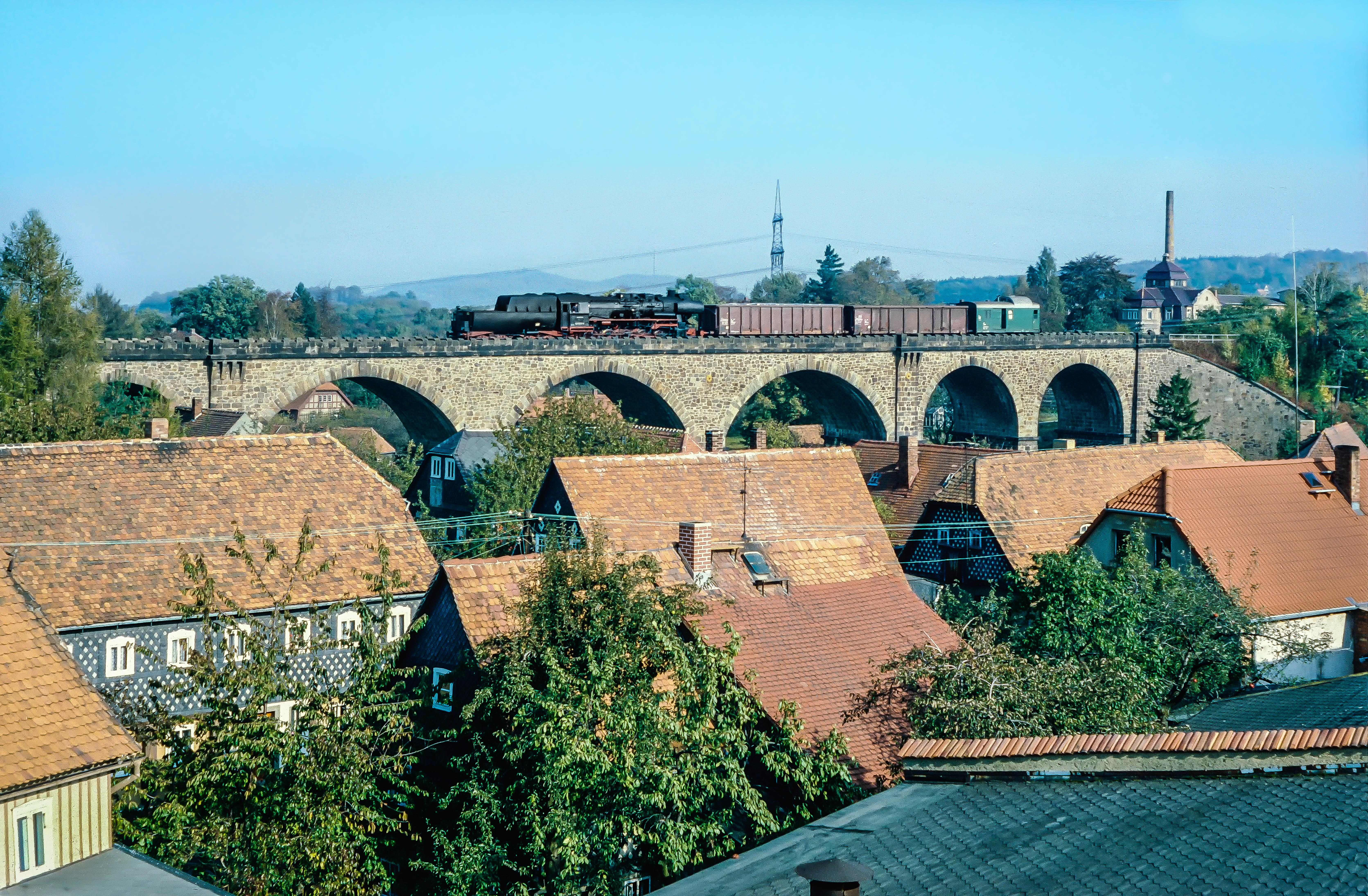
Obercunnersdorfer Viadukt (1992)
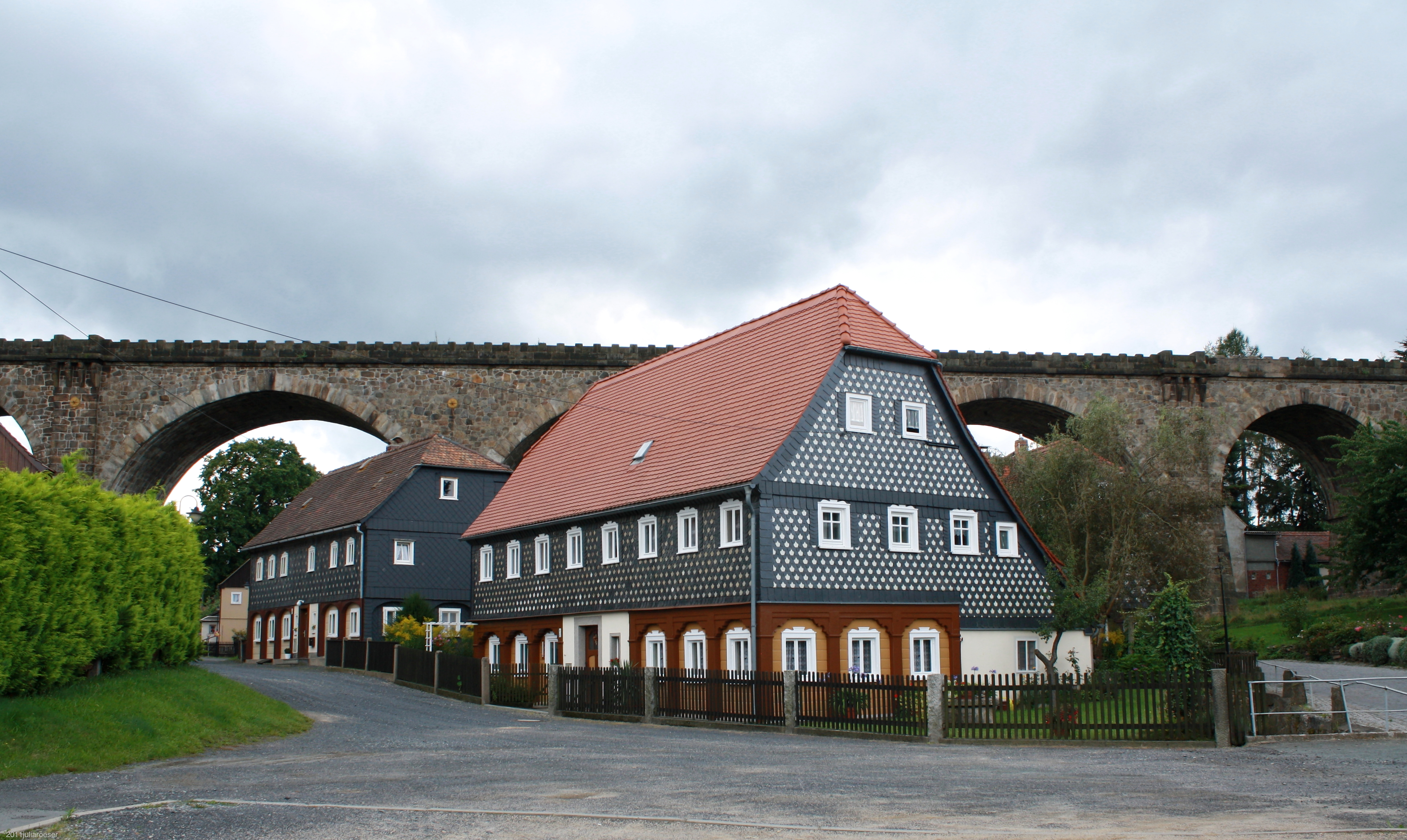
Obercunnersdorfer Viadukt (2011)
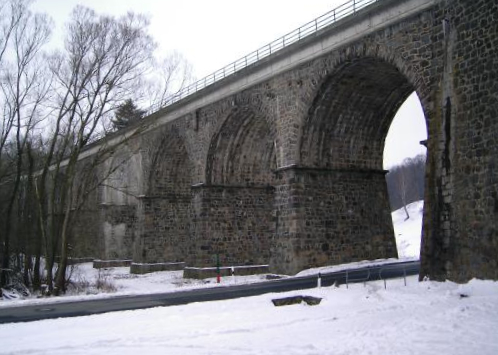
Viadukt Höllengrund

## Fahrzeugeinsatz
Die Vogtlandbahn setzte seit Dezember 2010 planmäßig Fahrzeuge des Typs Siemens Desiro Classic ein, bedarfsweise ergänzt durch RegioSprinter. Die Länderbahn setzt heute für die Trilex-Züge der Linie L7 Triebwagen des Typs Siemens Desiro Classic und vermehrt Stadler Regio-Shuttle RS1 ein.
Die Leistungen des Regionalexpresses 2 zwischen Liberec und über Zittau hinaus bis Dresden werden ausschließlich von Triebwagen des Typs Siemens Desiro Classic übernommen.